# Funambulus
I funamboli (genere Funambulus Lesson 1835) sono Roditori simili agli scoiattoli nativi dell'Asia meridionale.

## Descrizione
Il colore del pelo varia a seconda delle specie, ma in tutte sono presenti delle strie chiare longitudinali (tre o cinque), che spiccano con evidenza sul fondo rossiccio, marrone o nero.
La lunghezza del corpo è mediamente di 15 cm, a cui s'aggiunge una coda di pari lunghezza.
I funamboli vivono in piccoli gruppi sugli alberi, dove costruiscono nidi globosi. Si nutrono di bacche, semi, corteccia, foglie, fiori e anche insetti.

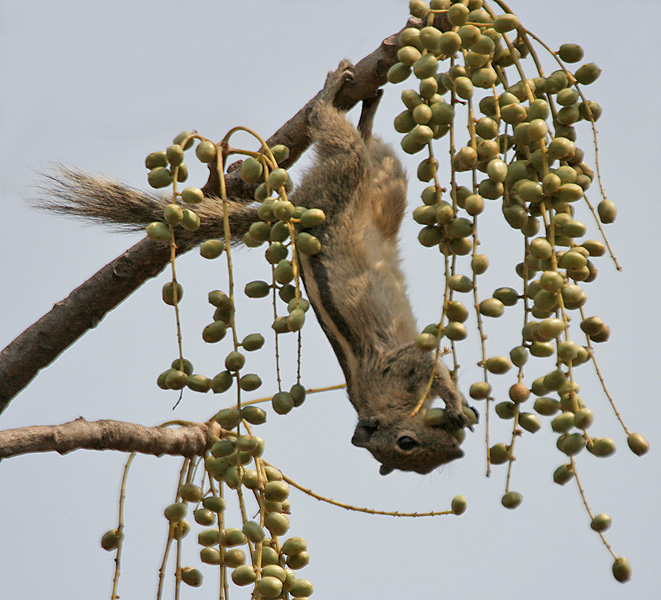
Funambulus palmarum su Lannea coromandelica

## Distribuzione e habitat
Il genere Funambulus è esclusivo dell'India e dell'isola di Ceylon; una sola specie è presente anche in Pakistan e Iran.
Essendo animali arboricoli, i funamboli sono legati alla presenza di alberi, ma il loro habitat varia - anche a seconda delle specie - dalla foresta pluviale alla boscaglia semiaperta.

## Tassonomia
Il genere Funambulus è diviso in due sottogeneri (Funambulus e Prasadsciurus) e cinque specie.